# Olga Alexandrowna Schesterikowa
Olga Alexandrowna Schesterikowa (russisch Ольга Александровна Шестерикова; * 1. Juli 1990 in Kirowo, Oblast Kurgan) ist eine russische Biathletin und Skilangläuferin.
Olga Schesterikowa bestritt ihre ersten internationalen Rennen 2007 in Juniorenrennen im Skilanglauf. 2008 und 2009 startete sie zudem in FIS-Rennen, Volksläufen und dem Skilanglauf-Eastern-Europe-Cup, ohne nennenswerte Platzierungen zu erreichen. Im Biathlon trat sie international erstmals bei den Sommerbiathlon-Weltmeisterschaften 2011 in Nové Město na Moravě in Erscheinung. Im Sprintrennen platzierte sie sich mit fünf Schießfehlern auf dem 32. Platz, im auf dem Sprint basierenden Verfolgungsrennen wurde sie mit drei Fehlern nach drei Schießen als überrundete Läuferin aus dem Rennen genommen.